# 제품 간접 광고
제품 간접 광고(製品間接廣告, 영어: product placement, PPL) 또는 임베디드 마케팅(영어: embedded marketing)은 간접광고의 대표적인 형태로 ‘Product Placement’의 약자이며,  좁은 의미에서의 PPL은 주로 방송 프로그램 속의 소품으로 등장하는 상품을 말한다. 하지만 넓은 의미에서의 PPL은 협찬을 제외한 대부분의 간접광고를 포괄하는 개념이다. 그러므로 넓은 의미에서의 PPL은 브랜드 이름이 보이는 상품뿐만 아니라, 협찬업체의 이미지나 명칭, 특정장소 등을 노출시켜 무의식중에 관객들에게 홍보하는 일종의 광고마케팅 전략을 일컫는다. 이 때  상표가 있는 제품이나 서비스가 광고를 직접적으로 한다는 느낌 없이 TV와 영화 등의 매체의 맥락 속에 녹아 있도록 하는 것이 PPL이다. PPL은 1980년대부터 통상적으로 사용되기 시작하였다. PPL이 전반적으로 뜻하게 되는 간접광고는 원래 좁은 의미로 영화나 드라마를 제작할 때 소품 담당자가 영화에 사용할 소품들을 배치하는 업무를 뜻하던 용어이었으나,최근에는 넓은 의미로 이것의 광고 효과가 두드러지게 나타남에 따라 광고를 노리고 영화에 제품을 등장시킨다는 뜻으로 쓰이고 있다. 방송위원회에서는 간접광고를 “TV.라디오 방송내용 중 광고 방송시간대를 사용하여 상업적인 메시지를 전달할 목적으로 제작되고 전파되는 CF 등 직접광고와는 달리 일반 프로그램 내에서 특정업체나 특정인에 대한 홍보성 내용이 소개되는 경우를 말한다.”라고 정의를 내리고 있다.

## 상업에서의 직접 광고와 간접 광고
시장 경제를 바탕으로 하는 현대 자본주의 사회에서 상품의 거래시장은 매우 거대해지고 있다. 점점 증가하는 다수의 소비자들의 기호를 충족시키기 위해 상품의 종류는 다양해졌고, 상품의 효과적인 거래를 위해서는 생산자, 판매자 및 소비자 간의 의사소통이 점점 중요하게 작용하고 있다. 이러한 의사소통의 수단 중 하나가 될 수 있는 것이 바로 광고인데, 이는 상품의 판매를 촉진시키기 위한 목적으로 판매자 또는 판매 기업이 사용하는 수단 중 가장 핵심적이며 보편적인 것이라 할 수 있다. 여기에서 ‘광고’란 상업적 의미의 용어로 그 범위를 제한한다. 이러한 광고의 방법 중 기존의 직접광고와 대비되는 새로운 개념으로 간접광고 방법이 있다. 간접광고의 한 형태 또는 간접광고와
상통하는 용어로서 'PPL(Product Placement)' 을 사용한다.

## 역사
간접광고는 1945년 미국 워너 브러더스사가 제작한 ‘Mildred Pierce’ 영화에서 존 크로포드가‘버번 위스키(Bourbon Whiskey)’를 마시는 장면에서 상표를 부각시킨 것에서부터 시작되었다. 이로부터 출발한 본격적인 PPL은 1982년 개봉한 스티븐 스틸버그의 영화 ‘ET’에서 시작되었다. 영화 ‘ET’에서 극적인 부분에 등장했던 M&M사의 초코볼 ’Reese's Pieces'가 개봉 3개월 만에 매출이 65% 급증한 사실이 알려지면서 PPL이 새로운 마케팅 수단으로 각광받기 시작했다. 한국에서는 90년대 초반부터 PPL이 도입되기 시작하였다. 신씨네에서 기획하고 익영영화사에서 제작한 1992년 ‘결혼이야기’에서 삼성 제품이 론칭되면서 본격적으로 시작된 PPL은 이후 TV와 영화를 중심으로 그 영향력을 높여왔다. 이후 94년 진로쿠어스가 ‘구미호’에 5천만원을 제작비로 제공하여 본격적인 PPL 시대를 열었다.

## 같이 보기
- 서브리미널 광고

## 참고
- 하윤금, 《다자간 연합에 의한 엔터테인먼트 산업 활성화 방안 :　PPL 협찬을 중심으로》, 커뮤니케이션북스, 2004
- 염성원, 《TV간접광고에 관한 인식조사 연구》, 한국방송광고공사, 2005
- 김봉현 외 3명,《방송에서의 제품삽입 및 간접광고(PPL)의 현황, 인식 및 기준에 대한 연구》, 한국광고학회, 2002